# Pedro Julián Eymard
San Pierre-Julien Eymard (La Mure, Grenoble, Francia; 4 de febrero de 1811-La Mure; 1 de agosto de 1868) conocido también en castellano como Pedro Julián Eymard, fue un presbítero católico, fundador de la Congregación del Santísimo Sacramento. Es considerado el Apóstol de la Eucaristía, y su proceso de canonización culminó en 1962, con declaración de santidad.

## Biografía

### Juventud
Pedro Julián formó parte de una familia muy cristiana pero muy pobre. Rápidamente el joven se sintió atraído por la Iglesia que su madre María Magdalena y su hermana Mariana acudían asiduamente. Aún siendo muy joven, su hermana lo encuentra con la cabeza inclinada y muy cerca del tabernáculo, y él le dice: « Es que le escucho y le entiendo mejor así ».
Desde su primera comunión, a la edad de 12 años, siente una profunda atracción hacia la vida religiosa, pero su padre, que desea verlo retomar su comercio de aceite de oliva, se opone a su vocación.
No obstante, encuentra al abad Desmoulins quien obtiene del Señor Eymard la autorización de llevarlo con él a Grenoble para que estudiara gratuitamente, pero haciendo algunos servicios. Su madre muere un poco después, a pesar de algunas cosas, su padre acepta dejarlo partir a Marsella para que estudiara en casa de los Padres Oblatos.
El Señor Eymard muere el 3 de marzo de 1828. Pedro Julián entra al gran seminario de Grenoble y sigue su vocación. Es ordenado sacerdote a la edad de 23 años, el 20 de julio de 1834. Se le confía el ministerio de coadjutor y después de cura de la diócesis. Pero él, secretamente, desea ser religioso.
El 20 de agosto de 1839 entra al noviciado de los Padres Maristas, congregación fundada por el Padre Colin. Después de su noviciado, es nombrado director espiritual del Colegio de Belley, y más tarde Provincial de Francia y Director de la Tercera Orden de María.

### Su vida con los Maristas
El 20 de agosto de 1839, el Padre Eymard llega a ser miembro de la Congregación Marista haciendo profesión de votos de pobreza, castidad y obediencia.
Con una fe inquebrantable y una gran energía fue un notable organizador de asociaciones seglares, un educador devoto y un buscado predicador.
En 1851, después de una revelación que tuvo en el Santuario lionés de la Basílica de Nuestra Señora de Fourviere - Mientras el oraba, estuvo fuertemente impresionado por un pensamiento en un estado de abandono espiritual en el cual se encontraban sacerdotes seculares, la falta de formación de laicos, la lamentable devoción hacia el Santísimo Sacramento y los sacrilegios cometidos contra la Santa Eucaristía - le viene la idea de fundar una Tercera Orden masculina devota a la Adoración Reparadora; proyecto que, en los años siguientes llegará a ser la Congregación religiosa enteramente consagrada al culto y apostolado de la Eucaristía.

### La Congregación del Santísimo Sacramento
Después de numerosas y difíciles peripecias, sumadas a los conflictos de personalidad y a los problemas financieros, el Padre Eymard logró abrir su primera comunidad en la calle d'Enfer, en París. Su congregación fue definitivamente aprobada el 3 de junio de 1863, por Pío IX.
El Padre Eymard aceptó su elección como superior general de los Sacerdotes del Santísimo Sacramento (orden que fundó), aunque solamente quería ser un simple religioso.
San Juan María Vianney lo conoció personalmente y dijo de él: « Es un santo. El mundo se opone a su obra porque no la conoce, pero se trata de una empresa que logrará grandes cosas por la gloria de Dios. ¡Adoración Sacerdotal, que maravilla! … Decid al P. Eymard que pediré diariamente por su obra».
Poco tiempo después, estuvo tentado de dejar su casa de París, debido a que iba a ser demolida para dar paso a un bulevard y debían instalarse a las afueras; la pobreza de la nueva congregación era tan grande que debían aceptar ayuda material de conventos vecinos.
El 21 de julio de 1868 por la tarde, el Padre Eymard desgastado, muy delgado e incapaz de tomar la mínima comida, llega a La Mure, con la orden formal de un médico, para descansar. Muere el 1 de agosto siguiente, fatigado, sucumbió a una hemorragia vascular cerebral. Tenía 57 años.

## Canonización
El Papa Pío XI lo beatificó el 3 de agosto de 1925.
El día siguiente a la clausura de la primera sesión del Concilio Vaticano II, el 9 de diciembre de 1962, el Papa Juan XXIII, en presencia de 500 padres conciliares, lo inscribe en el Catálogo de los Santos.
33 años más tarde, el 9 de diciembre de 1995, fue inscrito en el calendario gregoriano y presentado a la Iglesia Universal como Apóstol de la Eucaristía.

## Su obra hoy

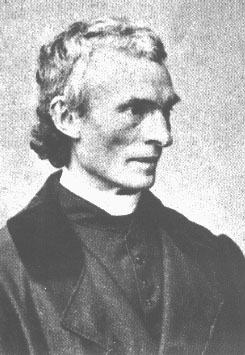
St Peter Julian Eymard (d. 1868).

Los Sacerdotes del Santísimo Sacramento son poco menos de mil alrededor del mundo, repartidos en 140 casas en 29 naciones. Las Siervas del Santísimo Sacramento (cerca de 300 religiosas) tiene casas en Francia, en Bélgica, en Estados Unidos, en Canadá y en Vietnam. Posteriormente surgió el Instituto Secular Servitium Christi, parte de la familia Eymardiana, con miembros provenientes de Holanda, Inglaterra, Alemania, Polonia, Chile, Brasil, Filipinas y Vietnam, entre otros.

## De sus palabras...
- « Dame la Cruz, Señor, si me das también tu Amor y tu Gracia.»
- « Como testimonio de la Palabra de Jesucristo, La Iglesia agrega su ejemplo de su fe práctica. Sus espléndidas basílicas son la expresión de su fe hacia el Santísimo Sacramento. La Iglesia no ha querido construir tumbas sino templos, un cielo sobre la tierra, donde su Salvador, su Dios, encuentra un trono digno de El. Por una atención celosa, la Iglesia ha establecido hasta los mínimos detalles al culto a la Eucaristía; la Iglesia no descarga sobre nadie el honrar a su Esposo Divino: Todo es grande, todo es importante, todo es divino, cuando se trata de Jesucristo presente. La Iglesia quiere que todo aquello que es puro en la naturaleza, lo más precioso del mundo, sea consagrado al servicio real de Jesús»
- « La Santa Eucaristía es Jesús pasado, presente y futuro.. Es Jesús transformado en Sacramento. Bienaventurado el alma que sabe encontrar a Jesús en la Eucaristía y en Jesús-Hostia todo lo demás »

- De Juan XXIII, el día de su canonización : « Desde los comienzos los religiosos del Santísimo Sacramento comenzaron a ser, en la Iglesia, soportes de gran valor y propagadores de este movimiento de almas hacia la Santísima Eucaristía, una de las perlas más brillantes de la piedad cristiana»